# Балуга (Трнавска)
Балуга (Трнавска) је насеље у Србији у општини Чачак у Моравичком округу. Према попису из 2022. било је 660 становника.

Овде се налазе Запис Пауновића крушка (Балуга), Запис Пауновића јабука (Балуга) и Запис Ружичића крушка (Балуга).

## Демографија
У насељу Балуга (Трнавска) живи 594 пунолетна становника, а просечна старост становништва износи 40,8 година (39,2 код мушкараца и 42,4 код жена). У насељу има 217 домаћинстава, а просечан број чланова по домаћинству је 3,38.
Ово насеље је великим делом насељено Србима (према попису из 2002. године).
|  |

| Демографија | Демографија | Демографија |
| Година      | Становника  | Становника  |
| ----------- | ----------- | ----------- |
| 1948.       | 512         |             |
| 1953.       | 542         |             |
| 1961.       | 649         |             |
| 1971.       | 697         |             |
| 1981.       | 732         |             |
| 1991.       | 782         | 769         |
| 2002.       | 733         | 749         |
| 2011.       | 726         |             |

| Етнички састав према попису из 2002.‍ | Етнички састав према попису из 2002.‍ | Етнички састав према попису из 2002.‍ | Етнички састав према попису из 2002.‍ | Етнички састав према попису из 2002.‍ |
| ------------------------------------ | ------------------------------------ | ------------------------------------ | ------------------------------------ | ------------------------------------ |
|                                      |                                      |                                      |                                      |                                      |
| Срби                                 | Срби                                 |                                      | 731                                  | 99,72%                               |
| непознато                            | непознато                            |                                      | 1                                    | 0,13%                                |

| Година пописа     | 1948. | 1953. | 1961. | 1971. | 1981. | 1991. | 2002. |
| ----------------- | ----- | ----- | ----- | ----- | ----- | ----- | ----- |
| Број домаћинстава | 90    | 105   | 149   | 173   | 197   | 211   | 217   |

| Број чланова      | 1  | 2  | 3  | 4  | 5  | 6  | 7 | 8 | 9 | 10 и више | Просек |
| ----------------- | -- | -- | -- | -- | -- | -- | - | - | - | --------- | ------ |
| Број домаћинстава | 42 | 36 | 30 | 52 | 32 | 17 | 7 | 0 | 0 | 1         | 3,38   |

| Пол    | Укупно | Неожењен/Неудата | Ожењен/Удата | Удовац/Удовица | Разведен/Разведена | Непознато |
| ------ | ------ | ---------------- | ------------ | -------------- | ------------------ | --------- |
| Мушки  | 305    | 94               | 187          | 19             | 4                  | 1         |
| Женски | 316    | 61               | 191          | 60             | 4                  | 0         |
| УКУПНО | 621    | 155              | 378          | 79             | 8                  | 1         |

| Пол    | Укупно                    | Пољопривреда, лов и шумарство | Рибарство                            | Вађење руде и камена | Прерађивачка индустрија       |
| ------ | ------------------------- | ----------------------------- | ------------------------------------ | -------------------- | ----------------------------- |
| Мушки  | 175                       | 53                            | 0                                    | 0                    | 61                            |
| Женски | 105                       | 36                            | 0                                    | 1                    | 19                            |
| УКУПНО | 280                       | 89                            | 0                                    | 1                    | 80                            |
| Пол    | Производња и снабдевање   | Грађевинарство                | Трговина                             | Хотели и ресторани   | Саобраћај, складиштење и везе |
| Мушки  | 2                         | 10                            | 7                                    | 4                    | 15                            |
| Женски | 0                         | 3                             | 17                                   | 3                    | 4                             |
| УКУПНО | 2                         | 13                            | 24                                   | 7                    | 19                            |
| Пол    | Финансијско посредовање   | Некретнине                    | Државна управа и одбрана             | Образовање           | Здравствени и социјални рад   |
| Мушки  | 0                         | 1                             | 3                                    | 2                    | 1                             |
| Женски | 0                         | 2                             | 2                                    | 0                    | 9                             |
| УКУПНО | 0                         | 3                             | 5                                    | 2                    | 10                            |
| Пол    | Остале услужне активности | Приватна домаћинства          | Екстериторијалне организације и тела | Непознато            | Непознато                     |
| Мушки  | 1                         | 0                             | 0                                    | 15                   | 15                            |
| Женски | 1                         | 0                             | 0                                    | 8                    | 8                             |
| УКУПНО | 2                         | 0                             | 0                                    | 23                   | 23                            |